# Franklin Wharton

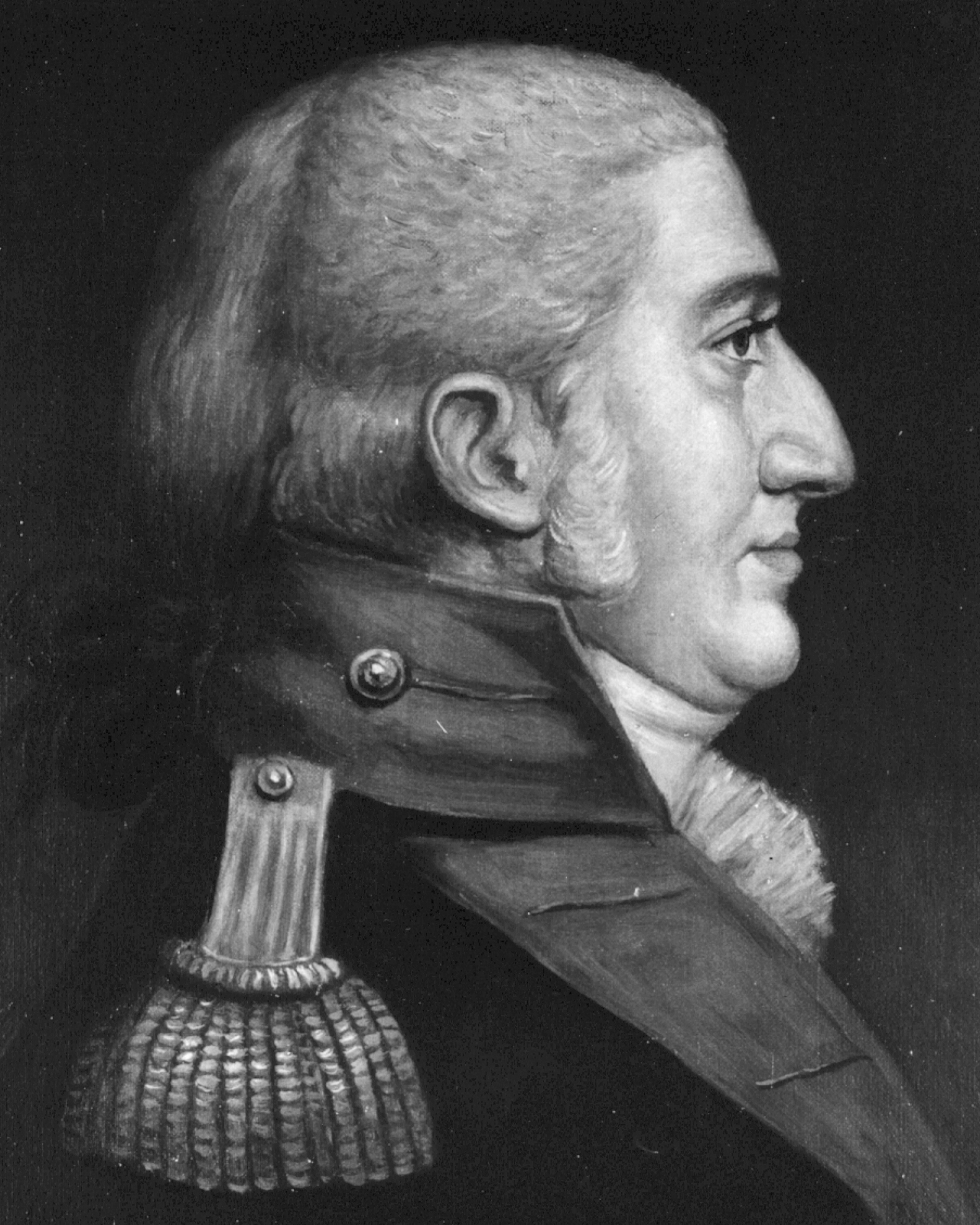
Franklin Wharton

Franklin Wharton (* 23. Juli 1767 in Philadelphia, Pennsylvania; † 1. September 1818 in Manhattan, New York City) war der dritte Commandant des United States Marine Corps.

## Leben

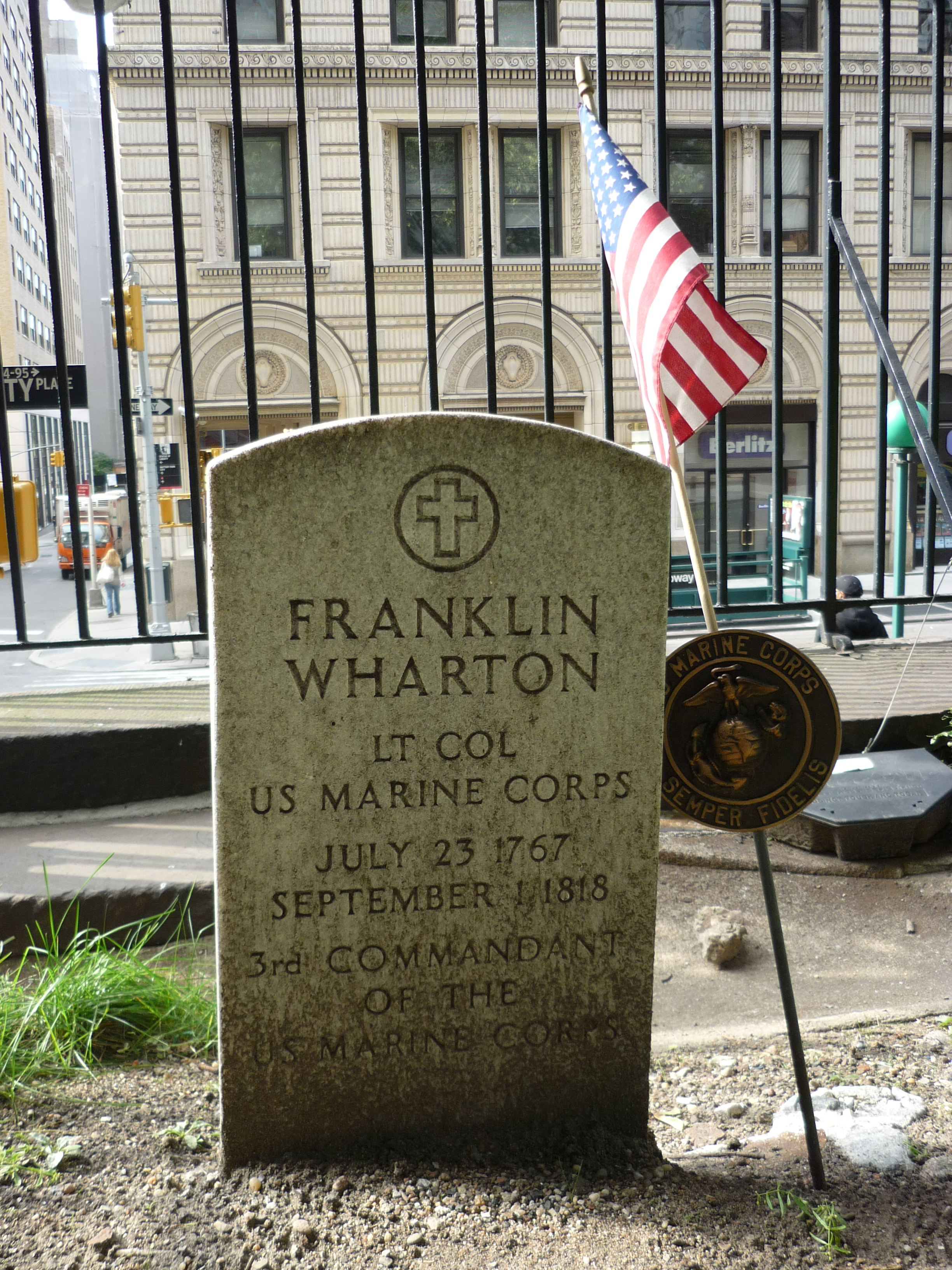
Grabstein von Franklin Wharton am Broadway in Manhattan

Wharton wurde am 23. Juli 1767 in eine prominente Familie in Philadelphia, Pennsylvania als Sohn von Joseph Wharton geboren. Sein Vater war zwischen 1798 und 1824 fünf Mal Bürgermeister von Philadelphia und wurde „as one of Philadelphia’s best mayors“ bezeichnet. Franklin Wharton heiratete am 1. Oktober 1800 Mary, geb. Clifton; das Ehepaar hatte acht Kinder.
Er gab eine aussichtsreiche Zukunft als Geschäftsmann auf, um als Offizier zu den Marines zu gehen.
Im Rang eines Oberstleutnant (Lieutenant Colonel) starb er im aktiven Dienst im Alter von nur 51 Jahren am 1. September 1818 in New York. Er wurde auf dem Friedhof „Old Trinity Church Yard“ am Broadway beigesetzt.

## Militärischer Werdegang
Wharton wurde 1798 im Rang eines Leutnants zum Offizier der Marines ernannt (commissioned). Er diente auf der Fregatte United States, dem ersten Flaggschiff der U.S. Navy. Seine Beförderung zum Hauptmann folgte rasch dank seines Einsatzes in den kriegsähnlichen Auseinandersetzungen mit Frankreich bis zum Jahr 1801.
Im Jahr 1803, im Alter von 36 Jahren und nach nur fünf Dienstjahren, wurde Wharton Oberstleutnant und am 6. März 1804 erhielt er das Kommando über das Marine Corps. Er war der erste Commandant, der das Commandant’s House in der Marinekaserne von Washington D.C. bewohnte.
Als Kommandeur schickte Wharton im Jahr 1811 Truppen nach Georgia und Florida, um zusammen mit Einheiten der Armee Aufstände der natürlichen Ureinwohner Nordamerikas („Indianer“) niederzuschlagen. In Whartons Amtszeit fiel der britisch-amerikanischen Krieg von 1812, der für die Marines Einsätze in Annapolis, Fort McHenry, Portsmouth, Bladensburg und New Orleans brachte; sie kämpften ferner unter General Henry Dearborn an der Grenze zu Kanada.

### Kriegsgerichtsverfahren
Während des Britisch-Amerikanischen Kriegs hatte Wharton im Jahr 1813 ein Ufergrundstück in Nachbarschaft der Marinewerft (Navy Yard) von Washington gekauft. Im Jahr darauf stießen die Briten auf die Hauptstadt vor und die Navy Yard musste evakuiert werden. Mit einem kleinen Boot rettete sich Wharton von seinem Grundstück aus, nur begleitet von seinem Zahlmeister, über den Anacosta Fluss nach Fredericktown (dem heutigen Frederick).
Nach Ende des Krieges erhob Archibald Henderson Anklage gegen Wharton, indem er ihn beschuldigte, seine Pflicht nicht erfüllt und sich unehrenhaft verhalten zu haben. Wharton war der erste Commandant, der sich vor einem Kriegsgericht verantworten musste. Das Gericht setzte sich aus durchweg dienstälteren Offizieren der Marines und der U.S. Army zusammen. Es räumte die Vorwürfe gegen Wharton beiseite und sprach ihn frei.

## Erinnerung

The Franklin Wharton Cup

- Das Marine Corps hat im Jahr 1918 einen Preis für erstklassige Handhabung des Gewehrs nach Wharton benannt.[9]